# Roman Wójcicki
Roman Wójcicki   (Nysa, 8 de gener de 1958) és un exfutbolista polonès de la dècada de 1980.
Fou 62 cops internacional amb la selecció polonesa amb la qual participà en la Copa del Món de Futbol de 1978, a la Copa del Món de Futbol de 1982 i a la Copa del Món de Futbol de 1986.
Pel que fa a clubs, defensà els colors d'Odra Opole, Śląsk Wrocław, Widzew Łódź, FC Homburg (Alemanya) i Hannover 96 (Alemanya).